# Ambia marginalis
Ambia marginalis is een vlinder uit de familie van de grasmotten (Crambidae). De wetenschappelijke naam van de soort is voor het eerst gepubliceerd in 1879 door Frederic Moore.
De soort komt voor in India (West Bengalen en Meghalaya).